# Rhizophagus unicolor
Rhizophagus unicolor is een keversoort uit de familie kerkhofkevers (Monotomidae). De wetenschappelijke naam van de soort werd in 1846 gepubliceerd door Pierre Hippolyte Lucas.